# Anisodes plenifasciata
Anisodes plenifasciata är en fjärilsart som beskrevs av Paul Dognin 1911. Anisodes plenifasciata ingår i släktet Anisodes och familjen mätare. Inga underarter finns listade i Catalogue of Life.